# Weezer (album, janvier 2019)
Albums de Weezer
Pacific Daydream
(2017) Weezer
(2019)
Weezer, surnommé The Teal Album, est le douzième album du groupe Weezer, paru le 24 janvier 2019 chez Atlantic. Il s'agit du cinquième album éponyme du groupe après l'album bleu, l'album vert, l'album rouge et l'album blanc.
Œuvre assez unique dans la discographie du groupe, il a particularité de n'être composé que de reprises de chansons populaires, en particulier des titres sortis durant les années 1980.
L'album fut annoncé par surprise le jour même de sa sortie, et fut précédé de la sortie du single Africa, avec un clip musical mettant en scène Weird Al Yankovic, et reprenant le concept du clip de leur ancienne chanson Undone (The Sweater Song).
La reprise d'Africa fut à l'origine enregistrée après qu'un mouvement soit lancé par une jeune fan du groupe, leur demandant de reprendre la dite chanson. Après avoir sorti une reprise du titre Rosanna par plaisanterie, le groupe répondit finalement à l'appel. Cet album est le premier des deux albums sorti par le groupe en 2019, le deuxième étant l'album noir, qui sortira moins de 2 mois après.
Débutant à la quarante-septième place du Billboard 200 pour ensuite atteindre la cinquième place la semaine suivante, les retours sont mitigés. Certaines critiques félicitant l'album pour sa légèreté et son humilité, tandis que d'autres reprochèrent aux arrangements musicaux de manquer d'originalité par rapport aux titres originaux.

## Titres
| 1.    | Africa                            | Toto                     | 3:58 |
| 2.    | Everybody Wants to Rule the World | Tears for Fears          | 4:04 |
| 3.    | Sweet Dreams (Are Made of This)   | Eurythmics               | 3:34 |
| 4.    | Take On Me                        | A-ha                     | 3:43 |
| 5.    | Happy Together                    | The Turtles              | 2:25 |
| 6.    | Paranoid                          | Black Sabbath            | 2:44 |
| 7.    | Mr. Blue Sky                      | Electric Light Orchestra | 4:46 |
| 8.    | No Scrubs                         | TLC                      | 3:10 |
| 9.    | Billie Jean                       | Michael Jackson          | 4:54 |
| 10.   | Stand by Me                       | Ben E. King              | 3:00 |
| 36:18 |                                   |                          |      |